# Vektor GA-1 Rattler
Vektor GA-1 Rattler je automatický kanón ráže 20 mm jihoafrické výroby založený na původem německé konstrukci MG 151, určený k použití ve výzbroji bojových vozidel a vrtulníků. Sloužil například ve výzbroji technologického demonstrátoru bitevního vrtulníku Atlas XH-1 Alpha.